# دوغلاس روش
دوغلاس روش (بالإنجليزية: Douglas Roche)‏ هو دبلوماسي وسياسي كندي، ولد في 14 يونيو 1929 في مونتريال في كندا. حزبياً، نشط في الحزب الكندي التقدمي المحافظ. وقد انتخب عضو مجلس الشيوخ الكندي وانتخب عضو مجلس العموم الكندي.